# George West, Texas
George West är administrativ huvudort i Live Oak County i Texas. Orten har fått sitt namn efter grundaren George Washington West. Enligt 2010 års folkräkning hade George West 2 445 invånare.